# Philippines aux Jeux olympiques d'hiver de 2022
Les Philippines participent aux Jeux olympiques d'hiver de 2022 à Pékin en Chine du 4 au 20 février 2022. Il s'agit de sa sixième participation à des Jeux d'hiver. La délégation comprend sept personnes dont le seul participant Asa Miller en ski alpin.

## Résultats en ski alpin
Asa Miller, skieur de 21 ans natif de Portland s'entrainant aux États-Unis dans l'Oregon, parvient à décrocher un quota sur le slalom et le slalom géant ; Miller avait déjà participé aux jeux précédant où il avait été classé 70e en Slalom géant.
| Athlète    | Épreuve      | 1re manche | 1re manche | 2e manche | 2e manche | Total   | Total   |
| Athlète    | Épreuve      | Temps      | Rang       | Temps     | Rang      | Temps   | Rang    |
| ---------- | ------------ | ---------- | ---------- | --------- | --------- | ------- | ------- |
| Asa Miller | Slalom       | Abandon    | Abandon    | Éliminé   | Éliminé   | Éliminé | Éliminé |
| Asa Miller | Slalom géant | Abandon    | Abandon    | Éliminé   | Éliminé   | Éliminé | Éliminé |